# Туомикоски, Юхо
Вильо Йоханнес (Юхо) Туомикоски (фин. Viljo Johannes (Juho) Tuomikoski; 14 декабря 1888, Илмайоки, Вазаская губерния — 20 июня 1973, Палм-Бич, Флорида) — финский легкоатлет, выступавший в марафонском беге. Участник летних Олимпийских игр 1920 года.

## Биография
Юхо Туомикоски родился 14 декабря 1888 года в российской волости Илмайоки (сейчас в Финляндии).
Впоследствии перебрался в США.
Выступал в соревнованиях за Финско-американский легкоатлетический клуб Нью-Йорка.
В 1920 году вошёл в состав сборной Финляндии на летних Олимпийских играх в Антверпене. В марафонском беге занял 5-е место, показав результат 2 часа 40 минут 18,8 секунды и уступив 7 минут 43 секунды завоевавшему золото Ханнесу Колехмайнену из Финляндии.
Умер 20 июня 1973 года в американском городе Палм-Бич.

## Личный рекорд
- Марафон — 2:40.18,8 (22 августа 1920, Антверпен)[1]